# Parque Almagro (estación)
Parque Almagro es una estación ferroviaria que forma parte de la red del Metro de Santiago de Chile. Se encuentra subterránea, entre las estaciones Universidad de Chile y Matta de la  Línea 3.

## Características y entorno

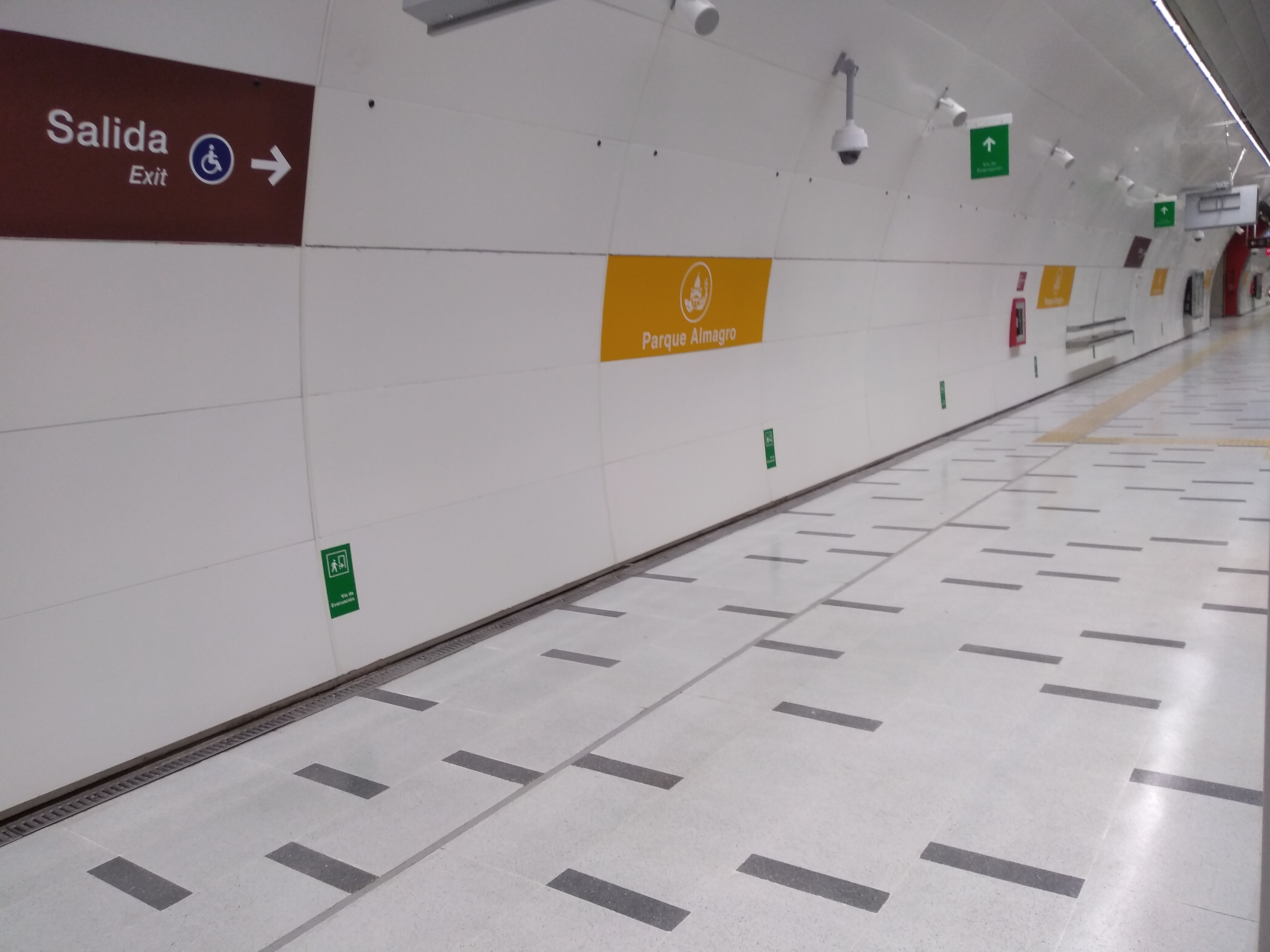
Vista de uno de los andenes de la estación.

Está emplazada en la intersección de la calle San Diego con la avenida Santa Isabel. En sus alrededores se encuentra el Parque Almagro, la Iglesia de los Sacramentinos, la plaza de libros Carlos Pezoa Véliz, el parque de diversiones Juegos Diana, farmacias, el Paseo Bulnes, la sucursal Nataniel del supermercado Tottus, el Instituto Nacional de Estadísticas, Campus Vicente Kovacevic (I y II) y Centro Deportivo de la Universidad Central de Chile.

### Accesos
| Acceso | Intersección               |
| ------ | -------------------------- |
| A      | San Diego con Santa Isabel |

## MetroArte
En el interior de la estación se encuentra la obra La Historia de un Barrio es la Historia de un Pueblo, un trabajo realizado por artistas de la Universidad de Chile y la Universidad Central, dirigidos por el muralista Rodrigo Soto y el colectivo Los Oberoles. El mural representa en él varios elementos característicos del barrio que rodea a la estación, como la Iglesia de los Sacramentinos, el Teatro Caupolicán, varios libros (representando al mercado de libros presente al frente de la estación), entre otros.
El diseño del trabajo fue elegido a través de una votación pública que se llevó a cabo en la página de Facebook de la Universidad Central con la colaboración de Metro de Santiago, en la cual de tres propuestas, resultó ganadora el diseño 3.

## Origen etimológico
Su nombre se debe a que se encuentra en el Parque Almagro, el que recuerda a Diego de Almagro, adelantado y conquistador español, considerado el descubridor de Chile. Entre las variadas esculturas de este parque destaca la estatua ecuestre de Diego de Almagro, del escultor español Joaquín García Donaire.

## Galería

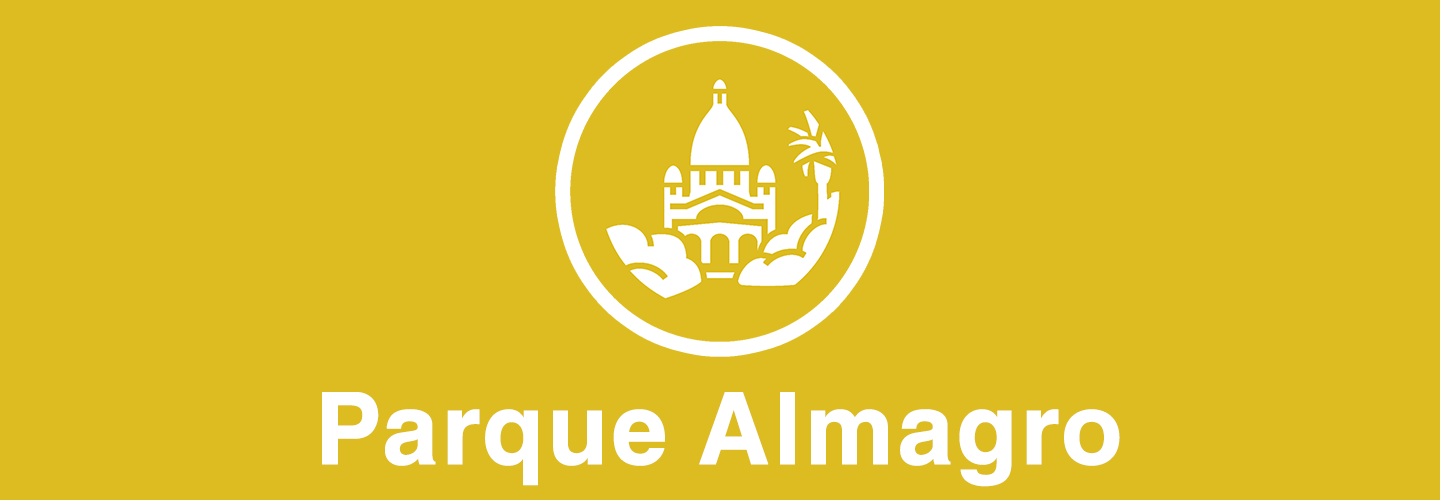
Cenefa utilizada en los andenes.
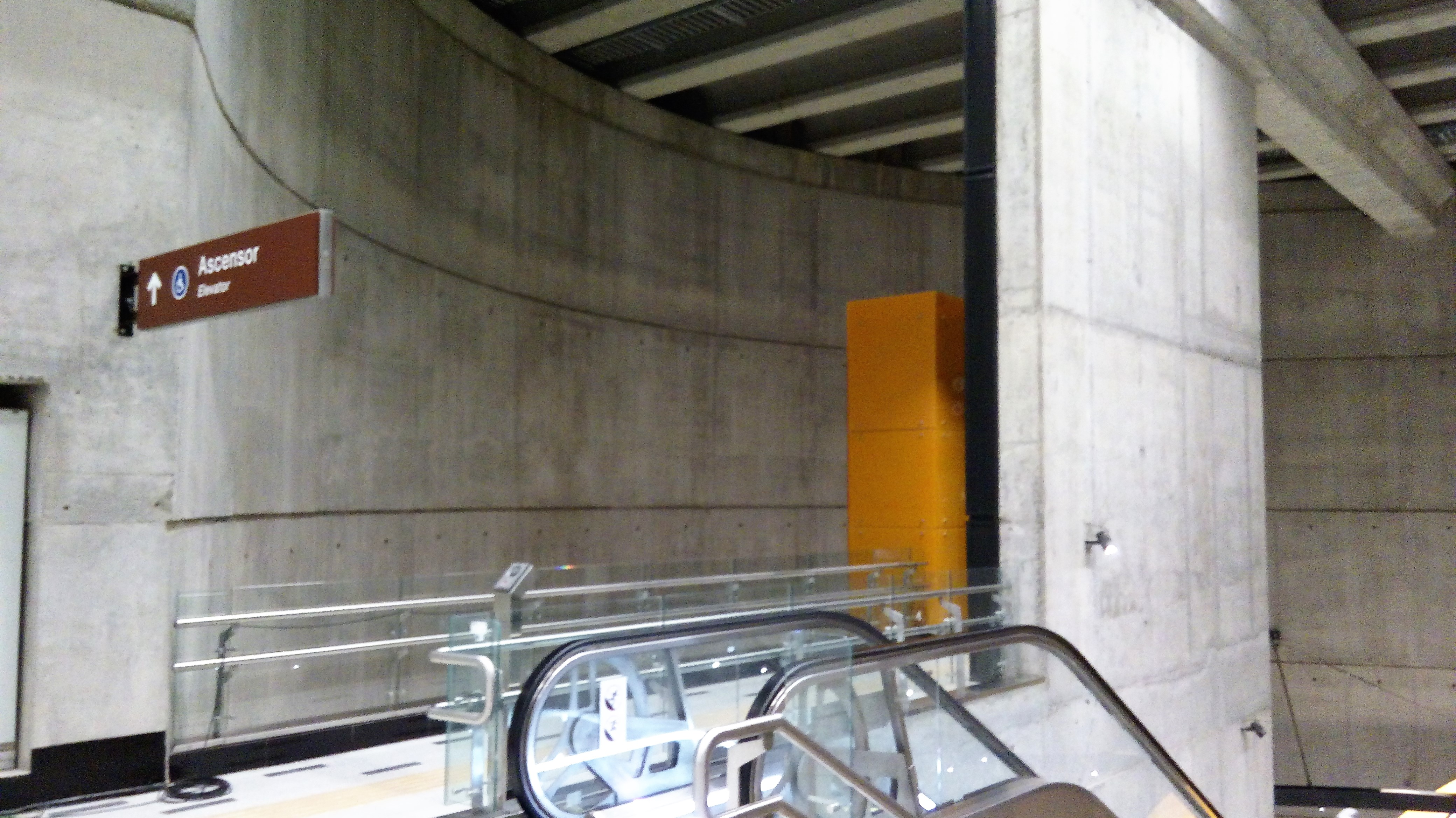
Primer nivel del segundo acceso a ascensor preferencial.
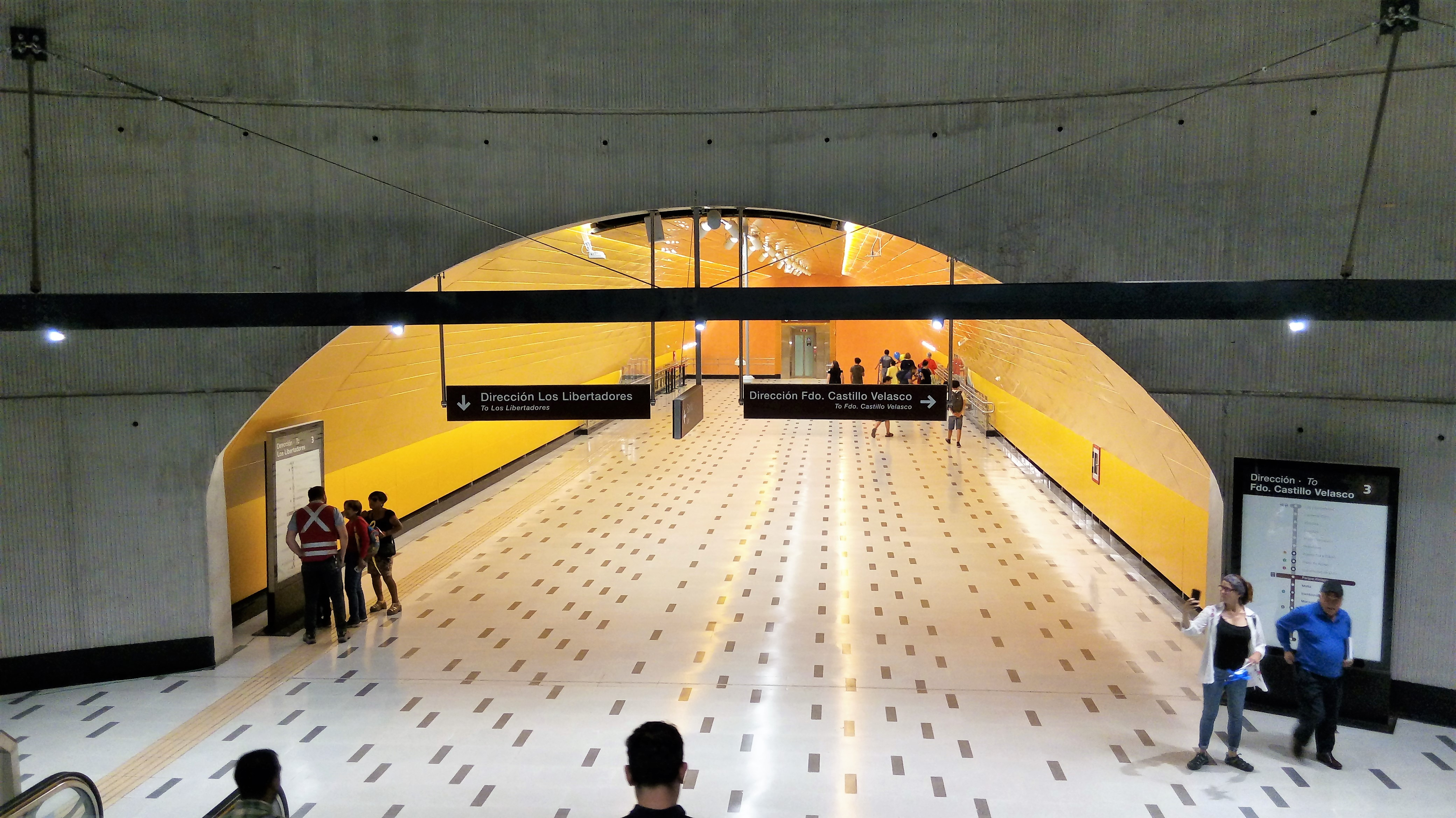
Acceso a la mesanina de la estación.
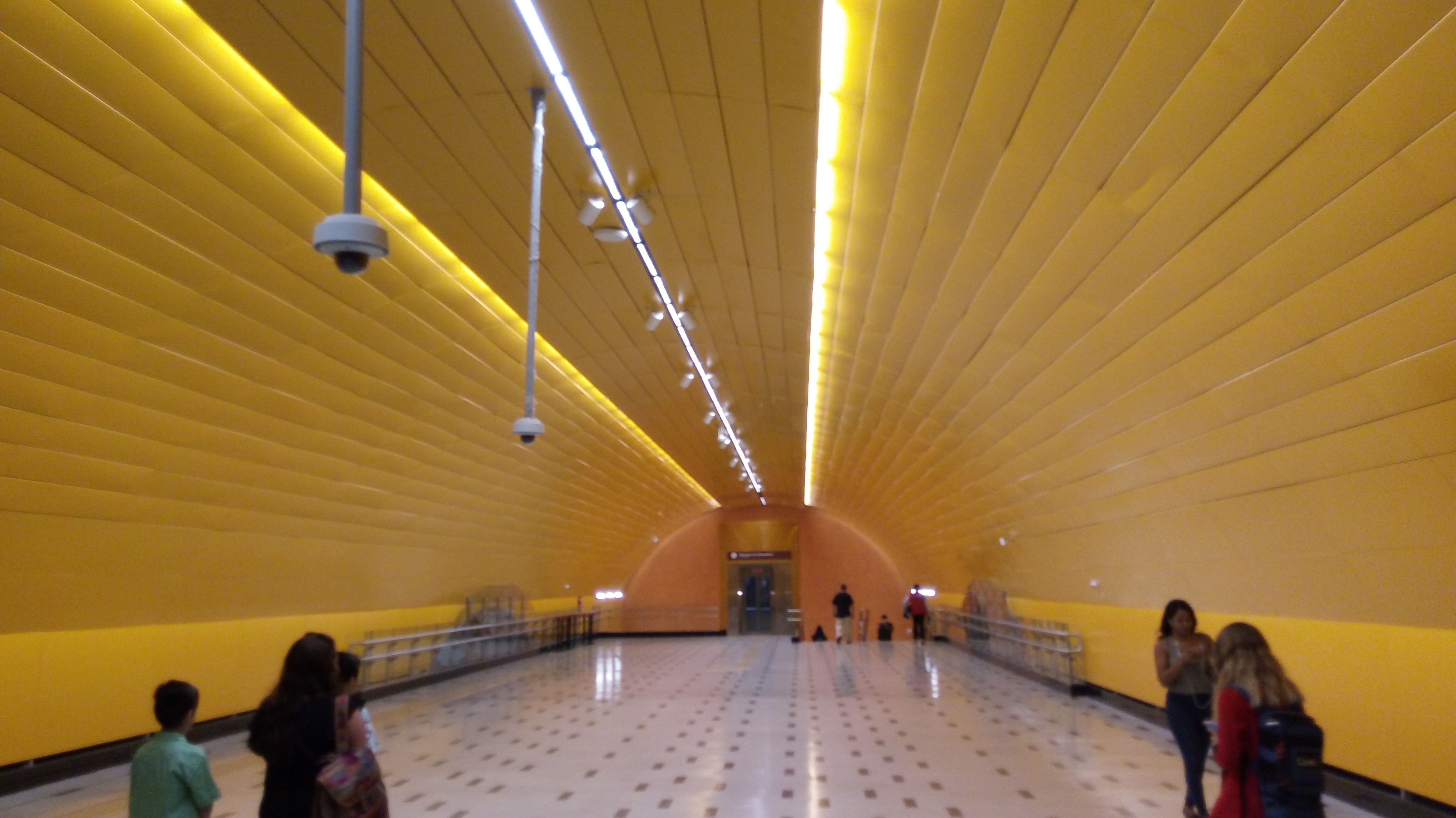
Puente que cruza el andén en nivel mesanina hacia ambas direcciones.
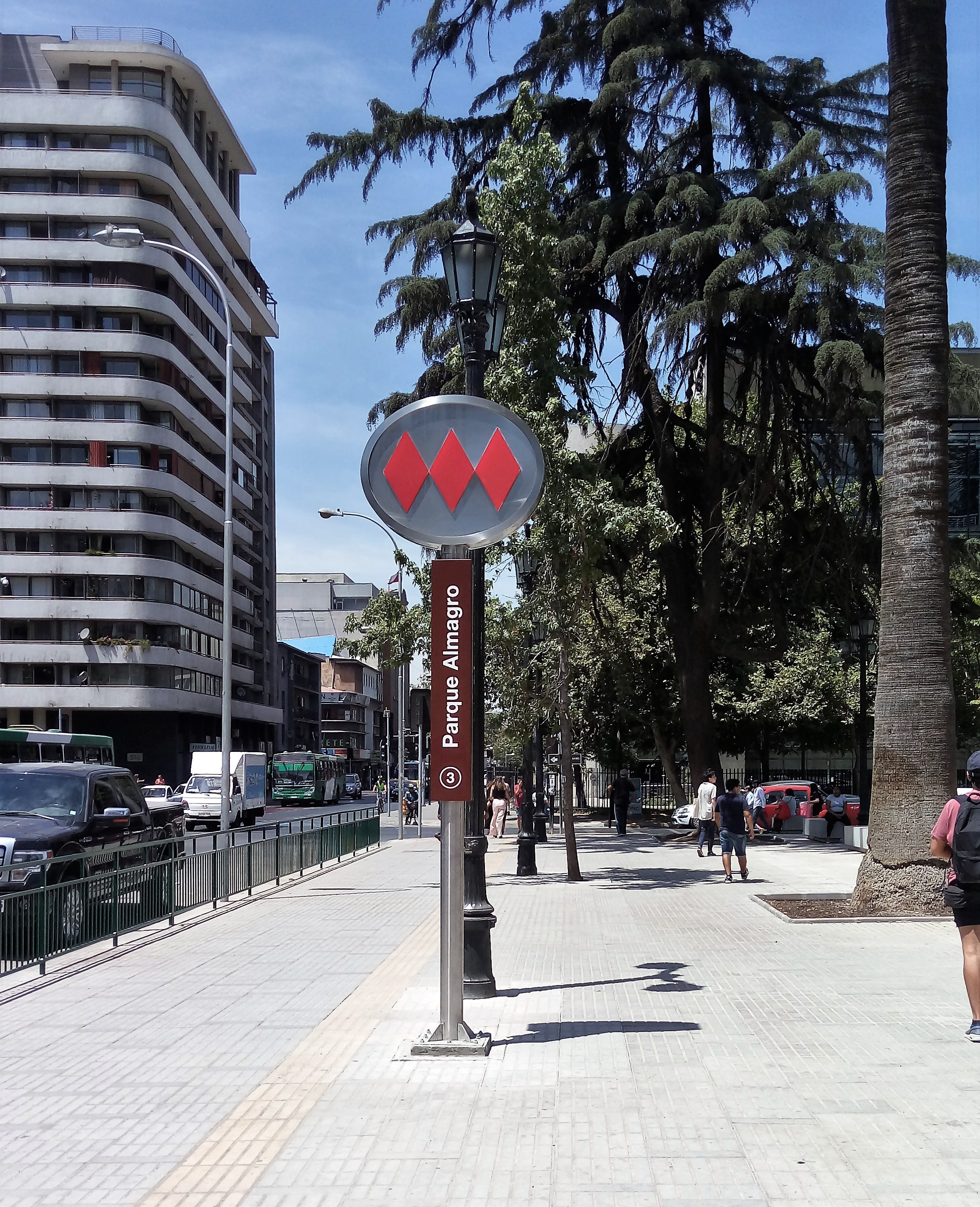
Señalética de la estación.

## Conexión con Red Metropolitana de Movilidad
La estación posee 3 paraderos de la Red Metropolitana de Movilidad en sus alrededores, los cuales corresponden a:
| Paradero/ Código                        | Recorridos                                                                                  |
| --------------------------------------- | ------------------------------------------------------------------------------------------- |
| Parada 1 / Metro Parque Almagro (PA197) | 214 (Santa Olga) - 226 (Nonato Coo) - 229 (La Pintana) - 264n (Santo Tomás) - 301 (Angelmó) |
| Parada 2 / Metro Parque Almagro (PA72)  | 201 (Mall Plaza Norte) - 223 (Santiago) - 264n (Pedro Fontova) - 271 (Santiago)             |
| Parada 3 / Metro Parque Almagro (PA71)  | 229 (Metro La Moneda) - 301 (Juan Antonio Ríos)                                             |